# RTP1
RTP1 est la première chaîne de télévision portugaise généraliste et publique de la Radio-télévision du Portugal.
En plus de RTP1, RTP2 et RTP3, il existe deux autres chaînes publiques spécialement conçues pour les deux régions autonomes des Açores et Madère, RTP Açores et RTP Madeira.

## Histoire
L'histoire de la télévision au Portugal commence en décembre 1955 avec la création officielle de la RTP. 
À partir de septembre 1956, des émissions expérimentales sont diffusées depuis le parc Feira Popular de Lisbonne. C'est le 7 mars 1957 à 21h30 précise que commence les premières émissions de la RTP, la toute première chaine de télévision au Portugal. Au début la chaîne n'émet quotidiennement que de 21h30 à 23h30 (un peu plus le dimanche avec une émission entre 18h00 et 19h00).
En 1957, la zone de diffusion initiale de la RTP est limitée à Lisbonne et ses environs.
En avril 1958 l'unique chaîne de télévision portugaise couvre 44 % du territoire national et environ 58 % de la population. 
La RTP va ensuite étendre progressivement sa zone de diffusion, pour finalement couvrir l'ensemble du Portugal vers le milieu des années 1960.
Elle est rebaptisée RTP Canal 1 dès le 25 décembre 1968, au moment de la mise en place d'une seconde chaine de télévision. Elle survit à la révolution des Œillets en 1974. 
En 1976, la RTP 1 commence à diffuser ses émissions en couleurs.
En 1990, le nom de la chaine est raccourci en Canal 1 avant d'adopter, en avril 1996, son nom définitif de RTP1.
Depuis le 14 janvier 2013, et après une année d'essais expérimentaux, la RTP1 transmet ses programmes en 16:9, la matinale, Portugal em direto et les journaux télévisés sont diffusés en 16:9 depuis le 13 juillet 2015.
Lors de son 59e anniversaire, la chaîne rénove. Nouvel habillage, nouveau logo ainsi que ses autres chaînes : RTP2, RTP Internacional, RTP Madeira, RTP Açores. RTP3 avaient déjà changé d'habillage lors des législatives portugaises de 2015, le 5 octobre.
RTP1 était la première chaîne en termes d'audience jusqu'en 1995. Aujourd'hui, c'est le troisième.

## Technique
Les émissions en couleur avec le système PAL ont officiellement commencé le 7 mars 1980. Elle a diffusé les Borderless Games en septembre 1979 en couleur, comme une obligation européenne. Avant cela, le 25 avril 1976, la RTP a diffusé à titre expérimental les élections du Parlement en couleur, en utilisant le système SECAM.
RTP1 dispose depuis 2009 d'une chaîne diffusant certains programmes de la chaîne en 16:9 et en haute définition sur les réseaux de télévision payante.
Après le démarrage de RTP2 en mai 2012, vient le 8 juin, le tour de RTP1 de commencer les diffusions régulières en 16:9 sur la chaîne SD, avec la transmission de la cérémonie d'ouverture de l'Euro 2012 et du match Pologne-Ukraine entièrement dans ce format.
Le 14 janvier 2013, RTP1 commence à diffuser exclusivement au format 16:9. Le 13 juillet 2015, RTP1 a également commencé à diffuser des informations au format 16:9, devenant ainsi la première chaîne généraliste à le faire, assurant une meilleure qualité d'image.

### RTP1 HD
RTP1 HD, est une chaîne de télévision haute définition, chargée de diffuser certains contenus de RTP1 en HD. Elle est uniquement disponible sur les plateformes de télévision payante. La chaîne a été créée en 2008 pour la transmission intégrale des Jeux olympiques de Pékin en haute définition.
Jusqu'à la fin de l'année 2008, cette chaîne n'a plus émis. En 2009 et 2010, elle a diffusé les 11 matchs de football de la saison de la Ligue des champions de l'UEFA. En 2010, elle a également diffusé les trois sessions du Festival de la chanson de la RTP, ainsi que les marches populaires de Santo António et les matchs de la Coupe du monde de football 2010.
Entre 2010 et 2011, elle a de nouveau diffusé des matchs de football de la Ligue des champions de l'UEFA, ainsi que les matchs de préparation de l'équipe nationale pour l'Euro 2012. Elle a également diffusé le replay de la série O Dia do Regicídio, en HD. Elle diffuse actuellement quelques matchs de football en direct et quelques séries.
Le 31 mai 2014, la chaîne a diffusé, pour la première fois au monde, en Ultra HD (UHD) lors du match de préparation de la Coupe du monde de football 2014, Portugal X Grèce en partenariat avec MEO, pour l'instant à titre de test.
Le plan d'activité de RTP prévoyait que RTP1 serait entièrement en HD, très probablement au cours du second semestre 2017 (au moment de la rentrée télévisuelle), de manière à offrir une qualité supérieure aux téléspectateurs[4], ce qui a été confirmé le 28 novembre 2017, lorsque RTP1 a commencé à faire produire sa diffusion en HD (avec un downscaling en SD effectué en interne). Cependant, peu de temps après, en raison de problèmes techniques, l'émission est redevenue produite en SD. L'émission a recommencé à être produite en HD le 13 décembre 2017. Certains programmes sont encore produits et présentés en SD (comme les journaux télévisés), ce qui est en train d'être corrigé avec l'introduction de nouveaux équipements (caméras, régies, etc.) dans les différents centres de production de la RTP.
À ce jour, les Portugais sont "obligés" à s'abonner au câble pour pouvoir regarder leurs programmes en HD (RTP1 HD) ou en UHD (RTP1 4K), comme aucune chaîne HD n'existe gratuitement via la TNT (même si la RTP reste une chaîne publique, la version HD n'est disponible que sur le câble).

## Identité visuelle

### Logos

Logo de RTP1 du 31 mars 2004 au 7 mars 2016
Logo de RTP1 depuis le 7 mars 2016

## Programmes

### Informations
- Telejornal
- Jornal da Tarde
- Portugal em Directo
- Bom Dia Portugal
- Bom Dia Portugal - Fim-de-semana
- Em Reportagem
- 30 Minutos

### Divertissements
- Só Visto!
- Portugal No Coração
- Praça da Alegria
- Dança Comigo
- Festival RTP da Canção
- Festival Eurovisão da Canção
- Operação Triunfo
- 5 Para A Meia noite
- O Preço Certo
- Óscares 2022* (Les Oscars du cinéma)[1]

*toute la cérémonie est diffusée en direct (simulcast) en version originale 

### Débats télévisés
- Pros E Contras
- Corredor do Poder
- Grande Entrevista

### Séries
- Smallville
- Conta-me como foi
- Dois Homens e meio (Mon oncle Charlie)
- Camilo
- Mr Bean
- Alerte Cobra
- Pai a força
- Quem Quer Ser Milionario ? Alta Pressão
- Um Contra Todos
- Carregua no Botão
- Aqui Tão Longe
- Dentro

### Telenovelas
- Cuidado con el ángel

#### Brésil
- 1977 - Gabriela
- 1978 - O Casarão
- 1978 - Escrava Isaura (Isaura)
- 1978-1979 - O Astro
- 1979-1980 - Dancin' Days
- 1979-1980 - Sinhazinha Flô

Avec l'arrivée de la SIC au Portugal (la première chaîne privée), les telenovelas brésiliennes ont cessé d'être diffusées sur la RTP en raison d'un contrat d'exclusivité entre SIC et Globo. Désormais, la RTP diffuse les telenovelas mexicaines de Televisa entre 1994 et 2001.

#### Mexique
- 1994 - Prisioneira do Amor (Prisionera de amor)
- 1994 - O Avô e Eu (El abuelo y yo)
- 1994 - Império de Cristal (Imperio de cristal)
- 1995 - Coração Selvagem (Corazón salvaje)
- 1995 - Marimar
- 1995 - Maria José
- 1996 - Caminhos Cruzados
- 1996 - Azul
- 1997 - Alondra
- 1998 - Maria do Bairro (María la del Barrio)
- 1998 - Esmeralda
- 1999 - Nas Asas do Destino
- 1999 - A Usurpadora (La Usurpadora)

- 2000 - A Preciosa
- 2000 - A Mentira
- 2000-2001 - Rosalinda
- 2001 - Ramona
- 2001 - Privilégio de Amar
- 2001 - Carita de Anjo

### Humour
- Mr. Bean
- Camilo de Oliveira

### Enfants
- Brinca Comigo
- RTP Crianças

### Sports
- Ligue des champions de l'UEFA
- Ligue Europa
- Rallye
- Domingo Desportivo
- Liga dos Ultimos
- Trio de Attaque
- Jogos da Seleção Portuguesa
- Jeux Olympiques
- Tour du Portugal

### Musique
- Top +